# Кучербаев, Константин Константинович
Константи́н Кучербаев (14 января 1970) — советский и казахстанский футболист, нападающий.
Воспитанник целиноградского футбола, начал свою карьеру в семнадцать лет в родном клубе, где сыграл восемь сезонов. Становился лучшим бомбардиром «Целинника» в первых двух чемпионатах Казахстана.
С 1996 по 1997 года сменил сразу три клуба и затем вернулся снова в «Целинник».
Профессиональную карьеру завершал в начале двухтысячных в кокшетауском «Есиле».
Некоторое время играл в мини-футбол за клуб «Жігiттер» (Астана).